# Viru-Kabala
Viru-Kabala – wieś w Estonii, w prowincji Virumaa Zachodnia, w gminie Rägavere.
Znajduje tu się stacja kolejowa Kabala, położona na linii Tallinn – Narwa.